# Ernyi Mihály
Ernyi Mihály, névváltozat: Ernst (1770. – Debrecen, 1820) magyar színész, színigazgató, műfordító.

## Élete
Az úttörők egyike, aki már az első pesti magyar színésztársaság tagja volt (1793–1796 között húsz forint havi fizetéssel); midőn a társaság vándorútra kelt, Ernyi fölváltva (1803–1806) Erdélyben, Kolozsvárt, Szegeden, Debrecenben és ismét Pesten (1807–1808) működött; míg végre Wesselényi Miklós báró 1808 tavaszán a kolozsvári színház igazgatóságához hívta meg, és magántitkárául fogadta; 1812-ben azonban súlyosan megbetegedett, és azóta nincs több adat róla.
Felesége 1793-tól Termetzky Franciska, szintén színésznő volt és az első magyar színtársulatnál, később férje társaságában játszott (1790-től); fordította az Uj emberi nem c. színművet Schröder Fr. L. után németből (előadták 1795. szeptember 16. és 1807. augusztus 19.)

## Kötetben megjelent művei
- A tündér alma avagy: Nádír és Nadine, babonás énekes játék. Kolozsvár, 1803.
- Medéa és Jázon, egy musikalis szomoru duodram 1 felv. Debrecen, 1808. (Zenéje Steltzer Jánostól.)

## Fordításai
Színdarabjai, melyeket többnyire németből fordított vagy alkalmazott színre, első előadásuk sorrendjében a következők:
- Ziegler Fr. W.: Pesten és Budán: szokás megköti a józan érzést (1793)
- Kotzebue: Az álorczások (1794)
- Hensler K. F.: A halotti tor vagy Tiszta feketébe, nem fehérbe(1794)
- Kurländer: Háladatos fiú (1794)
- Hensler: Pestre vándorló szabólegény, vagy a komáromi nénikék (1795)
- Schröder Fr. L.: Szabó és ennek fia (1795)
- Kotzebue: A szerecsen rabok (1798)
- Bretzner: Csupa mulattató kompliment (1803)
- Kotzebue: Nagy atyafiság (1803)
- Ziegler Fr. W.: Megszabadulás napja (1803)
- Eső után napfény süt (1803)
- Vendégi jus (1804)
- Kotzebue: A rossz kedv (1804)
- Kotzebue: A virtus próbaköve a szerencsétlenség (1804)
- Kotzebue: A nagy zűrzavar (1805)
- Kotzebue: Szegénység és nemes szív (1805)
- Kotzebue: Az igazság jutalma (1805)
- Kratter: Katinka (1805)
- Iffland: Az erősen megfeszült húr elpattan (1805)
- Kotzebue: A fogoly (1805)
- Kotzebue: Igazság jutalma (1805)
- Ziegler Fr. W.: A világ hangja s a szív jósága vagy A szokás megköti a józan érzést(1805)
- Ziegler Fr. W.: A jó barátok (1805)
- Kotzebue: Agyvelő tehetségének jelei (1807)
- Ziegler Fr. W.: Világ hangja (1807)
- Ternó (1808)
- Guiscardi grófok (1808)
- Asztalos és még valami (1808)
- Szinjátszó akaratja ellen (1810)
- Ziegler Fr. W.: A nagylelkű fejedelem (1811)
- Ziegler Fr. W.: Hibás lépés (1811)
- Kotzebue: Montfaucon Johanna (1812)
- Iffland: Tölgyfa-koszorú (1813)
- Schmidt: Az erkölcs próbaköve a szerencsétlenség (1831)
- A párisi vízhordó (1831)
- Minden lévbe kanál, vagy vőlegény a kandallóban (1833)
- Ziegler: Szokás hatalma és szív jósága (1834)
- Zschokke: Cserkoszorú (1834)
- Ziegler: Fejedelmi nagyság (1834)
- Perinet Joachim: Prágai két néne (1835)
- Hensler: Királyunkért és hazánkért (1835)
- Kotzebue: A törvény szava a nép szava, vagy a számkivetett ügyvéd (1835)
- Ziegler: Stadinger, vagy a kovács leánya (1835)
- Kotzebue: A pajzán ifjú (1835)